# Магнитский (посёлок)
Магни́тский — посёлок в Саткинском районе Челябинской области России. Входит в Саткинское городское поселение.

## География
Расположен на реке Большой Сатке, юго-западнее Магнитного хребта. Через Магнитский проходит региональная автодорога 75К-337, соединяющая федеральную автодорогу М5 с посёлком, национальным парком и озером Зюраткуль.

## Население
| 2002 | 2010 |
| ---- | ---- |
| 47   | ↗85  |

## Достопримечательности
В районе посёлка находятся остатки каскадной Зюраткульской ГЭС, действовавшей в 1949-1978 гг., а также кордон на въезде в национальный парк «Зюраткуль».
В 5 км северо-восточнее посёлка находится открытое в 1860 г. Копанское месторождение титано-магнетитовых руд.